# Carlos Mario Jaramillo
Carlos Mario Jaramillo Mesa es un ciclista de ruta colombiano ya retirado, nacido el 16 de enero de 1961 en Medellín.
Llegó al profesionalismo en 1985 y compitió hasta 1996. Ganó una etapa de la Dauphiné Libéré pero la victoria más grande en su carrera fue el triunfo en la Vuelta a Colombia de 1993.
Ya convertido en director deportivo dirigió el Une Orbitel, en 2008. Luego en 2009, se nombró director del equipo Gobernación de Antioquia-Indeportes Antioquia de Santiago Botero y luego de Óscar Sevilla. Desde el año 2014 es el actual director deportivo del equipo amateur colombiano el Coldeportes-Claro, así como también dirige las Selección Colombia de Ciclismo de Ruta en las categorías élite y juvenil.

## Biografía
Su carrera está estrechamente ligada a la de su mentor, Raúl Mesa. Al convertirse al profesionalismo en 1985 en el equipo Café de Colombia, corrió bajo las órdenes del director técnico Raúl Mesa. Ese año, ganó su única victoria en el circuito europeo, la 2.º etapa de la Dauphiné Libéré. 
En 1986, tras la creación del equipo ciclista Postobón, Jaramillo sigue a Raúl Mesa, quien se convierte en director de este nuevo equipo y permaneció en este hasta 1992 cuando Mesa deja el equipo. A principios de la década de 1990 Jaramillo tenía la reputación de ser uno de los mejores gregarios del pelotón internacional. Por ejemplo, durante el Tour de Francia 1985, participaba en los sprints especiales por la bonificación para mantener la ventaja de su segundo líder, Fabio Parra, quien disputaba la clasificación del mejor novato con Eduardo Chozas
Después de contraer matrimonio con una de las hijas de Mesa. Este realiza un cambio radical en la forma de entrenar a su pupilo, haciendo énfasis en la escalada.
En la Vuelta a Colombia terminó fuera del podio en 1991, y 1992. En 1993, se retira de Postobón para hacerse el líder de un nuevo equipo patrocinado por la Gobernación de Antioquia dirigido por Raúl Mesa. Allí obtiene su mayor logro ciclístico al ganar la Vuelta a Colombia imponiéndose sobre Israel Ochoa, líder de la carrera durante ocho días.
Se retira de las competencias en 1996 después de participar en 6 tours de Francia, 8 vueltas a España y por lo menos 13 vueltas a Colombia.
Al año siguiente, se convirtió en director deportivo de una formación dirigida por su suegro. Esta colaboración continuó hasta 2009, cuando Jaramillo acepta la dirección de un equipo rival. Actualmente sigue siendo el director deportivo de la formación que tiene la categoría de equipo continental, el Equipo ciclista Gobernación de Antioquia - Indeportes Antioquia.
Bajo su dirección, Sergio Henao ganó la Vuelta a Colombia 2010.

## Palmarés
- Vuelta a Colombia
  - 1.º en la clasificación general 1993 .
  - 1 subida al podio (3.º en 1994).[8]
  - 2 victorias de etapa en 1992 y en 1993.[9]
- Campeonato de Colombia de Ciclismo en Ruta
  - Campeón   en 1981.
- Vuelta a Antioquia
  - 1.º en la clasificación general 1992.
- Vuelta a Cundinamarca
  - 3.º en la clasificación general en 1985.
- Clásico RCN
  - 3 victorias de etapa en 1983 y en 1988.[10]
- Dauphiné Libéré
  - 1° de la 2.º etapa en 1985.[11]
- Juegos Panamericanos
  -  Medalla de plata en la competencia de ruta en 1983.

## Resultados en campeonatos

### Juegos olímpicos

#### Competencia de ruta
1 participación.
- 1984: 52.º en la clasificación final.[12]

### Campeonato Mundial de Ciclismo en Ruta

#### Prueba de ruta
7 participaciones.
- 1985: abandono.
- 1986: 74.º en la clasificación final.
- 1987: abandono.
- 1988: abandono.
- 1989: abandono.
- 1991: 49.º en la clasificación final.
- 1993: abandono.

### Juegos Panamericanos

#### Prueba de ruta
1 participación. 
- 1983:  segundo en la competencia.

## Resultados en las Grandes Vueltas
| Carrera         | 1985 | 1986 | 1987 | 1988 | 1989 | 1990 | 1991 | 1992 |
| Tour de Francia | 73°  | 55°  | Ab.  | -    | -    | 53°  | 151° | 68°  |
| Giro de Italia  | -    | -    | -    | -    | -    | -    | -    | -    |
| Vuelta a España | 46°  | 34°  | 53°  | 21°  | 13°  | 13°  | Ab.  | Ab.  |

-: no participa 

## Equipos
- Ciclista[14]
  - 1985:  Pilas Varta - Café de Colombia- Mavic
  - 1986:  Manzana Postobón - RCN
  - 1987:  Manzana Postobón
  - 1988:  Manzana Postobón
  - 1989:  Manzana Postobón
  - 1990:  Manzana Postobón - Ryalcao
  - 1991:  Ryalcao - Manzana Postobón
  - 1992:  Manzana Postobón - Ryalcao
  - 1993:  Aguardiente Antioqueño - Lotería de Medellín
  - 1994:  Aguardiente Antioqueño - Lotería de Medellín
  - 1995:  Aguardiente Antioqueño - Lotería de Medellín
  - 1996:  Gobernación de Antioquia - Lotería de Medellín